# Salency
Salency is een gemeente in het Franse departement Oise (regio Hauts-de-France). De plaats maakt deel uit van het arrondissement Compiègne. Salency telde op 1 januari 2022 900 inwoners.

## Geografie
De oppervlakte van Salency bedroeg op 1 januari 2022 7,79 vierkante kilometer; de bevolkingsdichtheid was toen 115,5 inwoners per km².

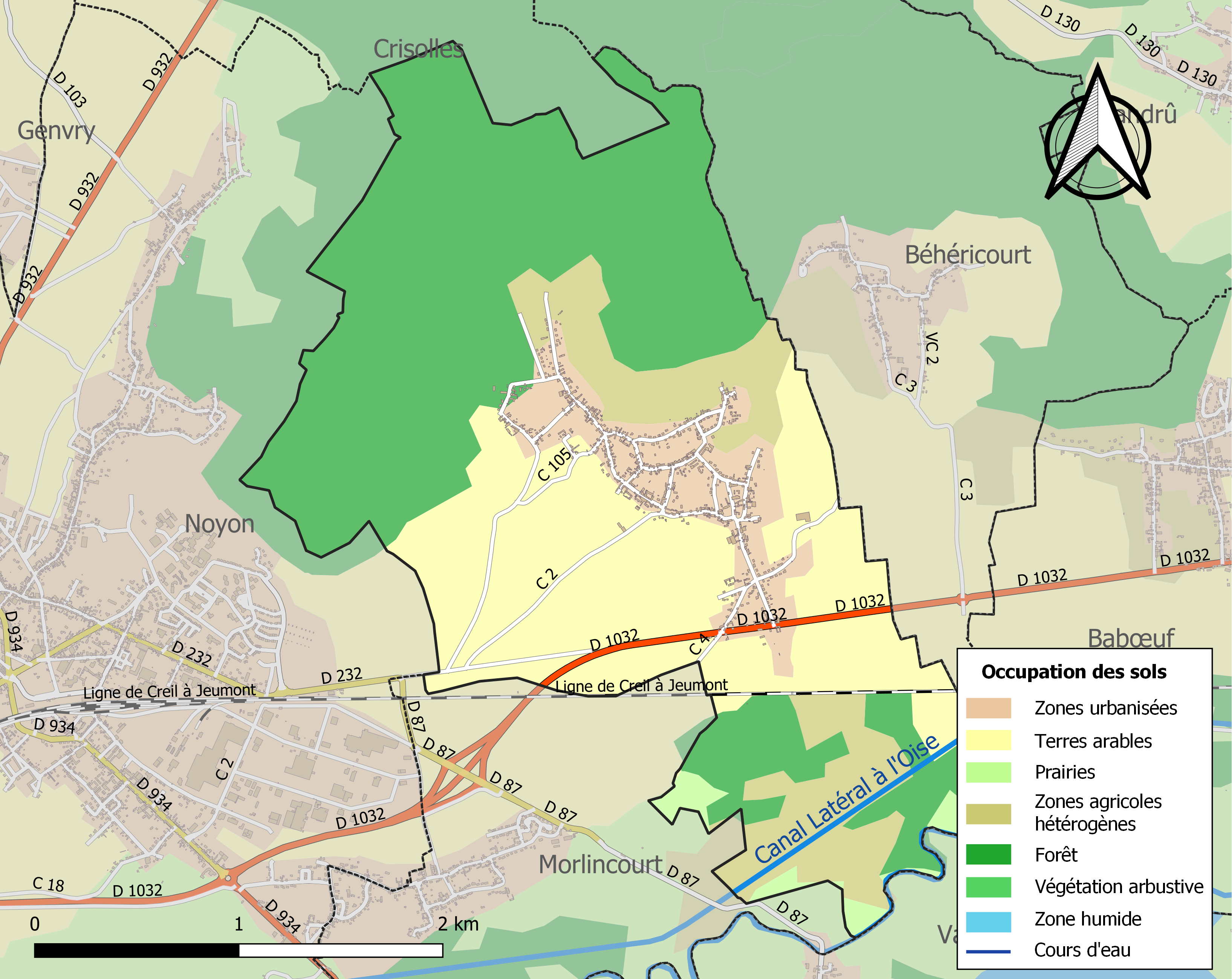
Kaart van de gemeente met belangrijkste infrastructuur, bodemgebruik en omliggende gemeenten

## Demografie
Onderstaande figuur toont het verloop van het inwonertal (bron: INSEE-tellingen).

## Geboren in Salency
- Medardus van Noyon (ca. 470 - rond of na 545), r.k. bisschop van Doornik en heilige